# Église de l'Assomption-de-Marie de Dobrna
L'église de l'Assomption-de-Marie (Cerkev Marijinega vnebovzetja) est une église catholique de l'archidiocèse de Maribor située à Dobrna, en Slovénie.

## Historique
Elle a été construite en 1844 dans le style baroque.

## Architecture intérieure
La voûte de l'église est recouverte de fresques. L'Assomption de Marie est représentée derrière le grand autel qui date de 1740.